# Polysyncraton discoides
Polysyncraton discoides är en sjöpungsart som beskrevs av Kott 1962. Polysyncraton discoides ingår i släktet Polysyncraton och familjen Didemnidae. Inga underarter finns listade i Catalogue of Life.